# Veta (inslagkrater)
Veta is een inslagkrater op de planeet Venus. Veta werd in 1997 genoemd naar Veta, een Roemeense meisjesnaam.
De krater heeft een diameter van 6,4 kilometer en bevindt zich in het quadrangle Sedna Planitia (V-19) in de laagvlakte Sedna Planitia.